# Antsalova (district)
Antsalova is een district van Madagaskar in de regio Melaky. Het district telt 55.280 inwoners (2011) en heeft een oppervlakte van 7.195 km², verdeeld over 5 gemeentes. De hoofdplaats is Antsalova.